# 頷垂豆
頷垂豆（学名：Archidendron lucidum）又稱頷毸豆、圍涎樹、雷公柴、光金龜樹、雞眉、亮葉圍涎樹、烏雞骨、番仔彎、番仔環、为豆科頷垂豆屬下的一个种。

## 形態特徵[1]
長綠喬木，枝條被褐毛。
- 葉：葉對生，二回偶數羽狀複葉，小葉歪形，葉1-2 對羽片，每一羽片3-4小葉。；小葉對生或互生，橢圓形，長6-9 cm，寬2-3 cm，先端漸尖。
- 花：黃白色，圓球狀頭狀花序。花萼鐘形或漏斗形。花瓣漏斗形，整齊花。單體雄蕊，雄蕊多數，基部合生成筒狀。
- 果實：莢果紅褐色，扭曲成螺旋環狀，成熟時開裂。種子由絲狀附屬物牽引向下懸垂，乾癟後掉落。

## 分布
頷垂豆廣泛分布於香港、海南、琉球及台灣的低海拔地區的次生林。

## 同種異名
Archidendron lucidum （有效學名）
1. Abarema lucida
2. Pithecellobium lucidum
3. Albizia championii